# Ольхин, Александр Васильевич
Алекса́ндр Васи́льевич Ольхи́н (20 июня [1 июля] 1771 — 19 [31] августа 1815) — крупный фабрикант, землевладелец и предприниматель, коммерции советник, директор Государственного ассигнационного банка, коллежский советник, член правления Александровской (Ольхинской) бумажной мануфактуры.

## Биография
Родился 20 июня (1 июля) 1770 в С.-Петербурге. Крещён 24 июня в Андреевском соборе на Васильевском острове. Восприемники при крещении: с.-петербургский купец Иван Иванов Кокушкин и вдова с.-петербургского купца Ивана Козмина Кокушкина Анна Иванова. В «Петербургском некрополе» показан рождённым   20 июня (1 июля) 1771. Старший сын с.-петербургского купца, выходца из Олонецкой губернии, Василия Васильевича Ольхина (ок. 1736; ок. 1742—27.07.1791, С.-Петербург), от второго его брака с купеческой дочерью Еленой Ивановной Кокушкиной (17.05.1751—13.05.1773).
Состоял в с.-петербургском купечестве с 1792. Именитый гражданин. 27 марта 1800 одним из трёх первых с.-петербургских коммерсантов был высочайше пожалован званием коммерции советника, одновременно с учреждением этого звания. В 1800 отмечен в высочайшем указе, как отличившийся «из выбранных к сочинению мнения о коммерческом правлении». Высочайше назначен из купечества членом Государственного ассигнационного банка, его старший директор со 2 декабря 1799 по февраль 1800 года; затем переведен в Эсконтную контору, где служил до 1802 года. В 1800—1804 — член правления Александровской мануфактуры. В сентябре 1801 был депутатом от с.-петербургского купечества на коронационных торжествах Александра I в Москве. В 1803–1808 — заседатель от купечества в С.-Петербургской палате гражданского суда. Надворный советник на 1801 год, коллежский советник на 1806 год. Член привилегированного С.-Петербургского Английского собрания с 1807 по 1811 год.
Его фабрикантская деятельность была столь успешна, что за неё Ольхин получил ордена Св. Владимира 4-й степени и Св. Иоанна Иерусалимского, а вскоре и дворянство. Один из пяти с.-петербургских фабрикантов, 27 ноября 1800 года первыми удостоенных ордена Св. Иоанна Иерусалимского; 14 октября 1803 высочайше пожалован бриллиантовым перстнем за качество бумажных изделий; 30 декабря 1810 пожалован кавалером орден Св. Владимира 4 степени «за устройство и успешное действие бумажной фабрики и доведение старанием его выделки бумаги разных сортов до такой степени совершенства, что оная равняется по всему лучше иностранной». В феврале 1811 подал прошение о пожаловании ему диплома на дворянское достоинство и герба (на основании пункта 4 ст. 92 «Жалованной грамоты дворянству»). После его смерти, «по непредставлению им следующих на переплет диплома денег», дело по его прошению было сдано как решенное в архив Герольдии.
Поставщик Высочайшего двора. Помещик С.-Петербургской и Выборгской губерний. Владел обширными земельными участками под Санкт-Петербургом и бумажной фабрикой в слободе Александровская, позже перешедших во владение его вдове Елизавете Николаевне. По сведениям 1814 года, на бумажной фабрике Ольхина работало 1000 чел. помещичьих крестьян; было выработано 860 пудов «политуры» и «картузной» бумаги (продано 653 пуда), 10 550 стоп бумаги «Писчей», «Книжной», «Почтовой», «Александрийской» и «Оберточной» (продано 9 320 стоп). В 1790-х—1800-х совместно с именитыми гражданами М. А. Кусовниковым, Г. В. Рюминым, Е. А. Чеблоковым и М. Е. Юферевым, содержал откуп на производство и продажу игральных карт. 28 марта 1803 приобрел за 80 тыс. руб. у наследников графа И. И. Шувалова земли в волостях Муолаа и Валкъярви и усадьбу Кавантсаари (Кавандгольм). Владел домами в С.-Петербурге на В. О., Кадетской линии, 31 и на ул. Большой Морской, 56 (по совр. нумерации), а также д. № 327 в 3-м квартале Выборгской части. После его смерти, по данным учрежденной опеки, его имение состояло из: мыз Кавандгольм и Моле (суммарная оценка — 83961 руб. 18 коп.), капитала в 174453 руб., 5 акций Российско-Американской компании (стоимостью 15 тыс. руб.) и писчей бумаги на 49132 руб. 75 коп.
В его честь были названы Александровская бумажная ф‑ка, с. Александровка и Александровское шоссе (последние два названия сохранились до нашего времени).
Умер 19 (31) августа 1815 года. По другим данным — 24 августа (5 сентября) 1815. Похоронен в Санкт-Петербурге на Лазаревском кладбище Александро-Невской лавры на семейном месте; надгробие выполнено итальянским мастером Агостино Трискорни; с 1960 надгробие А. В. Ольхина входит в список памятников архитектуры, подлежащих государственной охране. Там же похоронены его дети: Илья (1797—1831), Николай (1799—1808), Сергей (1807—1828), Александра (1811—1812) и Николай (1814—1854),
Ориентировочная стоимость унаследованного сыновьями имущества составляла около 65 тыс. рублей.

## Семья
Был женат дважды.
Первым браком, с 6 мая 1792 — на девице Авдотье Мартыновой Глуховой (?—после 1843), дочь именитого калужского купца, коммерции советника Мартына Сидорова Глухова и его жены Пелагеи Гавриловой. Поручители при венчании: с.-петербургский купец Иван Васильев Кусов и калужский купец Мартын Сидоров Глухов.
Дети от первого брака:
- Александр (9.04.1793—7.02.1812) — подпоручик артиллерии, герой Отечественной войны 1812. Крещён 16 апреля в церкви Благовещения на Васильевском острове. Восприемники: с.-петербургский купец Мартын Сидоров Глухов, с.-петербургского купца Василия Никифорова Пальцова жена Марья Васильева[20]. Определен на службу в л.-гв. артиллерийский батальон фейерверкером 4 класса 20 октября 1809; произведён в подпоручики, с переводом в 6-ю (с 4 февраля 1811 — 1-я) артиллерийскую бригаду 19 февряля 1810; назначен бригадным адъютантом в 1811; объявлена благодарность «за маневры при осаде и обороне примерного укрепления на полковом поле» 16 августа 1811; «по-российски, по-немецки и по-французски читать и писать умеет и артиллерийскую науку знает»[21]. Участник Отечественной войны 1812[22]. Убит в сражении у Валутиной горы под Смоленском 7 августа 1812[23]. Памятная запись о его гибели внесена на мемориальную доску в храме Христа Спасителя в Москве. Был холост.
- Елена Малимонова (3.01.1796—ок. 12.01.1865), титулярная советница. Крещена 12 февраля в церкви Благовещения на Васильевском острове. Восприемники: с.-петербургский купец Мартын Сидоров Глухов, с.-петербургского купца Михаила Кусовникова жена Елена Васильева[24]. Портреты Е. А. Малимоновой работы художника-миниатюриста М. М. Зацепина находятся в Государственной историческом музее (1821) и Государственной Третьяковской галерее (1833)[25]. С 11 ноября 1815 была замужем за с.-петербургским домовладельцем, титулярным советником Дмитрий Дмитриевичем Малимоновым (ок. 1790—не ранее 1858). Поручители по жениху: отец его надворный советник Дмитрий Георгиевич Малимонов; по невесте: отец её коммерции советник и кавалер Александр Ольхин[26].  Их дети: Александра (1815–1817); Елизавета Вилинская; София[27]. Муж, вследствие его «невоздержанной жизни, доводящей до расстройства», с 17 декабра 1828 находился под опекой. Содержался в имении сестры Александры, жены генерал-адъютанта А. Ф. Арбузова, в с. Сергиевском, Рославльского у. Смоленской губ.[28]
- Илья (5.05.1797—1.05.1833), капитан артиллерии в отставке. Воспитывался в С.-Петербургской губернской гимназии. Определён на службу во 2-ю л.-гв. артиллерийскую бригаду фейерверкером 4 класса в январе 1815; произведён, по экзамену, в прапорщики и переведён во 2-ю конно-артиллерийскую роту 18 августа 1816[29]; 17 октября 1817 уволен от службы, по домашним обстоятельствам, подпоручиком; на 1827 отставной подпоручик конной артиллерии[30]. Кавалер орд. Святой Анны 3 степени (5.01.1827). Капитан в отставке, в том чине утверждён почетным смотрителем Кронштадтского уездного училища 1 ноября 1832[31]. Жена — Елизавета Алексеевна Варенцова (24.10.1803—28.06.1883), дочь обер-провиантмейстера, «журналиста» и переводчика Алексея Николаевича Варенцова и его жены Екатерины Алексеевны, урожд. Сырейщиковой. С.-петербургская домовладелица (совр. — Невский пр., 53). Их дети: штабс-капитан Александр (12.01.1825—?), девица Екатерина (12.12.1823—4.10.1901)[32], штабс-ротмистр Алексей (15.03.1831—17.06.1870).
- Николай (12.02.1799—5.12.1808).
- Михаил (20.07.1800—март 1833[33]) — с.-петербургский 3-й гильдии купец. В ноябре 1822 уволен из купечества в статскую службу, с определением в комиссионеры Финляндского провиантского депо[34], коллежский регистратор.  Жена — Мария. Согласно объявлениям вдовы о вызове должников и кредиторов с требованиями к наследству, после его смерти осталось недвижимое имение, Выборгской губернии, Выборгского кирхшпиля, на мызе Гросс-Мерийоки и кирхшпиля Валкъярви, в гастгиберстве Пасура[33][35]; часть этого имения, по разделу от 14 июля 1836, наследовал его племянник — Алексей Иванович Ольхин (20.09.1825—30.10.1874)[36].
- Иван (7.10.1801—не позднее июля 1827) — ротмистр. Определён на службу в учебную роту № 1 л.-гв. 1-й артиллерийской бригады фейерверкером 4 кл. 11 марта 1818; произведен в прапорщики, с определением в 11-ю конную роту 12.04.1819; переведён в 12-ю конную роту в феврале 1820; переведён в Астраханский кирасирский полк корнетом 14.06.1820; произведён в поручики 8.12.1820. Состоял в Отдельном корпусе военных поселений. Уволен по прошению, по болезни, штабс-ротмистром 2.01.1823. После ноября 1825 отправлен в Астраханский кирасирский полк для продолжения службы, где и умер. Жена — София Алексеевна Арсеньева, дочь капитана артиллерии и кавалера Алексея Ивановича Арсеньева и его жены Марии Николаевны, урожд. баронессы Левендаль. Их сын — подполковник Алексей (20.09.1825—30.10.1874).
- Пётр (5.09.1805—не ранее 1847[37]) — коллежский асессор и кавалер. Окончил С.-Петербургскую губернскую гимназию[38], с 1822 года преобразованную в С.-Петербургское высшее училище, 22 декабря 1822 года. Определён на службу в дежурство Корпуса инженеров путей сообщения чиновником 14 кл. 17.02.1825; определен «журналистом» в канцелярию начальника Главного штаба армии 16.12.1830. Во время Польского восстания 1830–1831 перешел со штабом 25.01.1831 через границу Царства Польского, был при штабе в сражениях, взятии Варшавы и преследовании остатков польской армии до пруссско границы. Награжден орд. Св. Анны 3 ст. (25.12.1831) и польским знаком отличия Воен. достоинства 4 ст. (26.12.1834). Определён в Департамент народного просвещения помощником бухгалтера и контролера 31..05.1835. Уволен из деп‑та и определён чиновником особых поручений при главноуправляющем путями сообщений и публичными зданиями 13.02.1837; произведен в титулярные советники 12.04.1837, в коллежские асессоры 31.03.1840. Награжден знаком отличия беспорочной службы за 15 лет (22.08.1842). По прошению, уволен от службы по домашним обстоятельствам 4.11.1842[39]. Жена — Анна Иванова Зверкова (1812—1886), дочь с.-петербского 1-й гильдии купца, коммерции советника и кавалера Ивана Матвеева Зверкова и его жены Федосьи Спиридоновой, урожд. Масленниковой[40]. Их дети: Екатерина (1836—?), Николай (21.12.1837—16.01.1838), Мария (?—до 1842), Иван (30.03.1840—?), Александр (1.03.1843—?), Сергей (13.04.1847—3.11.1913).
- Сергей (4.07.1807—13.11.1828) — с.-петербургский купец, поэт, драматург. Окончил С.-Петербургскую губернскую гимназию[41], с 1822 года преобразованную в С.-Петербургское высшее училище. Поэт (псевд. — «Ол.»), драматург. Сотрудничал в изданиях А. Е. Измайлова, печатался в журнарнале «Благонамеренный» (в основном как сатирик и эпиграммист) и «Славянин» А. Ф. Воейкова (как авт. стихотворных преданий на сюжеты из рус. истории). Его одноактная пьеса «Сборы на Невский проспект»[42] была поставлена в С.-Петерурге в Большом театре (1827). После его смерти произведения печатались в газете М. А. Бестужева-Рюмина «Северный Меркурий» (1830–1832). Жил в Финляндии на мызе Юкспаа[43]. Владел, совместно с братом — Ильей, каменной торговой лавкой с кладовой, с верхними и нижними галереями и погребами, в Большом Гостинном дворе, по «зеркальной линии», под № 70, оцененную в 20 000 руб., и проданную после их смерти «повольной ценой», с публичного торга, по указу С.-Петербургской дворянской опеки, с разрешения Правительствующего Сената, за 40 300 руб. ассигнациями, по купчей от 1 апреля 1835 года, писанной во 2-м деп-те С.-Петербургской палаты гражданского суда, с.-петербургскому 1-й гильдии купцу Ивану Филиппову Егорову.[44][45]

А. В. Ольхин был отцом незаконнорождённой дочери — Елизаветы, родившейся 28 апреля 1810 года, от его дворовой, вдовы Дарьи Семёновны. В том же — 1810 году, был разведён по жалобе супруги на его недостойное поведение и прелюбодеяние, указом Синода от 17.08.1810.
С 8 января 1811 года вторым браком был женат на разведённой жене лютеранина, надворного советника Ивана Ивановича Плата, служившего в Экспедиции о государственных доходах, Елизавете Николаевне Плат, урождённой девице Авдеевой, дочери коллежского асессора Николая Истратовича Авдеева, в третьем браке — Кайдановой (1790—6.09.1861). Венчались в Исаакиевском соборе. Поручители по жениху: надворный советник Михаил Кусовников, гвардии полковник и кавалер Шнайц; по невесте: действительный статский советник Василий Кокушкин.
Дети от второго брака:
- Александра (5.02.1811—2.01.1812).
- Александр (20.06.1812—7.04.1873), артиллерии генерал-лейтенант,  совещательный член Оружейного отделения Артиллерийского комитета.
  - внук — Ольхин, Александр Александрович (1839—1897).
- Николай (27.03.1814—5.12.1854), надворный советник, камер-юнкер, служил по штатам ведомства М-ва иностранных дел. Принят воспитанником в Благородный университетский пансион в 1825[50]. Окончил С.-Петербургское высшее училище с правом на чин 14 кл. Определён на службу канцелярским чиновником в Азиатский деп‑т М‑ва иностранных дел 2.04.1835; произведен в губернские секретари 2.04.1838; назначен мл. помощником столоначальника 28.01.1839; произведен в коллежские секретари 2.07.1840; определён чиновником особых поручений 8 кл. при главнокомандующем действующей армией кн. И. Ф. Паскевиче 29.07.1842; произведен в титулярные советники 2.06.1844; пожалован в камер-юнкеры 4.06.1846; произведен в коллежские асессоры 2.06.1848. В 1849 находился при главной квартире армии во время боевых действий «против венгерских мятежников». Награждён орд. Св. Владимира 4 ст. (1.09.1849). Произведён в надворные советники 2.07.1851, с оставлением в придворном звании[51]; награжден знаком отличия беспорочной службы за 15 лет (22.08.1851); назначен чиновником особых поручений VI кл. при главнокомандующем действующей армией 15.01.1853, с оставлением в ведомстве М–ва иностр. дел[52]. Исключен из списков умершим 19.01.1855.
- Александра Ростовцева (9.11.1815—14.10.1880) — тайная советница. Муж — Александр Иванович Ростовцев (26.08.1800—18.05.1867), тайный советник, управляющий Экспедицией Государственного банка, управляющий Государственным коммерческим банком, управляющий Комиссией погашения долгов.